# (500401) 2012 TU97
(500401) 2012 TU97 es un asteroide perteneciente al cinturón de asteroides, descubierto el 16 de septiembre de 2012 por el equipo del Spacewatch desde el Observatorio Nacional de Kitt Peak, Arizona, Estados Unidos.

## Designación y nombre
Designado provisionalmente como 2012 TU97.

## Características orbitales
2012 TU97 está situado a una distancia media del Sol de 3,044 ua, pudiendo alejarse hasta 3,308 ua y acercarse hasta 2,779 ua. Su excentricidad es 0,086 y la inclinación orbital 8,930 grados. Emplea 1939,94 días en completar una órbita alrededor del Sol.

## Características físicas
La magnitud absoluta de 2012 TU97 es 16,7.